# Esiliiga 2010
Die Esiliiga 2010 war die 20. Spielzeit der zweithöchsten estnischen Fußball-Spielklasse der Herren. Sie begann am 10. März und endete am 7. November 2010.

## Modus
Die Liga umfasste wie in der Vorsaison zehn Teams. Dabei traten die Mannschaften an 36 Spieltagen jeweils vier Mal gegeneinander an. Weil die zweiten Mannschaften von Flora Tallinn und Levadia Tallinn die ersten beiden Tabellenplätze belegten, aber nicht aufstiegsberechtigt waren, stieg der FC Ajax Lasnamäe als Tabellendritter direkt in die Meistriliiga auf. Der Tabellenvierte Kiviõli Tamme Auto trug die Relegation gegen den Neunten der Meistriliiga aus, verpasste allerdings den Aufstieg. Der FC Valga Warrior spielte trotz der Niederlage in der Relegation gegen den FC Infonet Tallinn in der folgenden Saison in der Esiliiga.

## Vereine
JK Tallinna Kalev war aus der Meistriliiga abgestiegen. Aus der II Liiga kam Jõhvi JK Orbiit hinzu.
| Verein                | Stadt   | Stadion               | Kapazität |
| --------------------- | ------- | --------------------- | --------- |
| Tallinna JK Legion    | Tallinn | Kadrioru staadion     | 5.000     |
| FC Levadia Tallinn II | Tallinn | Maarjamäe staadion    | 1.500     |
| FC Flora Tallinn II   | Tallinn | Sportland Arena       | 1.198     |
| FC Ajax Lasnamäe      | Tallinn | FC Ajaxi Staadion     | 1.500     |
| JK Tallinna Kalev     | Tallinn | Kalevi Keskstaadion   | 11.5000   |
| JK Vaprus Pärnu       | Pärnu   | Strand-Stadion        | 1.500     |
| Jõhvi JK Orbiit       | Jõhvi   | Jõhvi linnastaadion   | 0500      |
| FC Valga Warrior      | Valga   | Keskstaadion          | 1.100     |
| Kiviõli Tamme Auto    | Kiviõli | Kiviõli linnastaadion | 0500      |
| FC Flora Rakvere      | Rakvere | Rakvere Linnastaadion | 2.300     |

## Abschlusstabelle
| Pl. | Verein                  | Sp. | S  | U | N  | Tore    | Diff. | Punkte |
| --- | ----------------------- | --- | -- | - | -- | ------- | ----- | ------ |
| 1.  | FC Levadia Tallinn II   | 36  | 28 | 5 | 3  | 107:280 | +79   | 89     |
| 2.  | FC Flora Tallinn II     | 36  | 22 | 6 | 8  | 093:450 | +48   | 72     |
| 3.  | FC Ajax Lasnamäe        | 36  | 20 | 9 | 7  | 071:380 | +33   | 69     |
| 4.  | Kiviõli Tamme Auto      | 36  | 17 | 6 | 13 | 085:720 | +13   | 57     |
| 5.  | JK Tallinna Kalev (A) 1 | 36  | 17 | 6 | 13 | 067:650 | +2    | 53     |
| 6.  | Tallinna JK Legion      | 36  | 11 | 6 | 19 | 057:810 | −24   | 39     |
| 7.  | JK Vaprus Pärnu         | 36  | 10 | 7 | 19 | 057:780 | −21   | 37     |
| 8.  | FC Valga Warrior 2      | 36  | 10 | 6 | 20 | 057:900 | −33   | 35     |
| 9.  | FC Flora Rakvere 3      | 36  | 10 | 3 | 23 | 045:950 | −50   | 31     |
| 10. | Jõhvi JK Orbiit (N)     | 36  | 6  | 4 | 26 | 035:820 | −47   | 22     |

Platzierungskriterien: 1. Punkte – 2. Direkter Vergleich (Punkte, Tordifferenz, geschossene Tore) – 3. Tordifferenz – 4. geschossene Tore

| (A) | Absteiger aus der Meistriliiga 2009 |
| (N) | Neuaufsteiger aus der II Liiga      |

## Relegation
Aufstieg
Die Spiele fanden am 14. und 21. November 2010 statt.
|                    | Gesamt |               | Hinspiel | Rückspiel |
| ------------------ | ------ | ------------- | -------- | --------- |
| Kiviõli Tamme Auto | 2:4    | FC Kuressaare | 2:1      | 0:3       |

Beide Vereine blieben in ihren jeweiligen Ligen.
Abstieg
Am Saisonende trat der Achtplatzierte der Esiliiga gegen den Sieger des Entscheidungsspieles der beiden zweitplatzierten Teams der II Liiga Ida/Põhi (Ost) und Lääs/Lõuna (West) in der  Relegation an. Die Spiele fanden am 14. und 20. November 2010 statt.
|                    | Gesamt |                  | Hinspiel | Rückspiel |
| ------------------ | ------ | ---------------- | -------- | --------- |
| FC Atletik Tallinn | 3:1    | FC Valga Warrior | 3:1      | 0:0       |

- Atletik Tallinn stieg in die Esiliiga auf.

## Torschützenliste
| Pl. | Name             | Team                  | Tore |
| --- | ---------------- | --------------------- | ---- |
| 01. | Tõnis Starkopf   | Kiviõli Tamme Auto    | 28   |
| 02. | Sergei Tasso     | FC Ajax Lasnamäe      | 24   |
| 03. | Artur Rättel     | FC Levadia Tallinn II | 18   |
| 04. | Jaan Leimann     | FC Flora Tallinn II   | 15   |
| 05. | Dmitri Kirilov   | Kiviõli Tamme Auto    | 14   |
| 05. | Maksim Kisseljov | Tallinna JK Legion    | 14   |
| 07. | Hannes Anier     | FC Flora Tallinn II   | 13   |
| 07. | Taavi Laurits    | JK Vaprus Pärnu       | 13   |
| 07. | Marten Mütt      | FC Flora Tallinn II   | 13   |